# Club Tijuana Femenil
Maillots
Actualités
Dernière mise à jour : 27 décembre 2024.
Le Club Tijuana Xoloitzcuintles de Caliente Femenil, plus couramment abrégé en Club Tijuana Femenil, est un club de football féminin mexicain basé à Tijuana.

## Histoire
Le club est fondé en 2014, c'est la section féminine du Club Tijuana.
Le club joue son premier match officiel le 3 mai 2017, en Coupe de la Ligue, une compétition organisée pour préparer le futur championnat. Tijuana gagne 2 à 0 contre Cruz Azul, termine premier de son groupe en gagnant également les deux autres matchs, sans encaiser un seul but. Malheureusement, en finale contre Pachuca les Xolas encaisseront sept buts et se contenteront d'un titre de vice-championnes.
Lors du premier championnat féminin du Mexique, le Club Tijuana termine à la 9e place en milieu de tableau, puis les saisons suivantes sera toujours dans la dernière moitié du classement. En 2019, le club se qualifie pour la première fois pour la phase finale du championnat, il sera éliminé en quart de finale par les futurs vice-champions, Tigres de la UANL.

## Stade
Le club joue ses matchs à domicile au Stade Caliente.